# René Pijnen
Marinus "René" Augustinus Josephus Pijnen (Woensdrecht, 3 de setembre de 1946) va ser un ciclista neerlandès, que fou professional entre 1969 i 1987. Durant la seva carrera esportiva aconseguí més de 100 victòries
Especialista en pista, va obtenir un total de 72 victòries en proves de sis dies, cosa que el converteix en un dels més grans ciclistes de l'especialitat de la història. En carretera els seus majors èxits els aconseguí a la Volta a Espanya, en què aconseguí quatre victòries d'etapa, a banda de liderar la cursa durant 19 etapes en les seves tres participacions.
Com a ciclista amateur va prendre part en els Jocs Olímpics de Mèxic de 1968, en què va guanyar la medalla d'or en la contrarellotge per equips, junt a Joop Zoetemelk, Fedor den Hertog i Jan Krekels. En la cursa individual acabà cinquè.

## Palmarès
- 1967
  - 1r a la Volta a Escòcia
  - Vencedor d'una etapa a la Volta a la província de Namur
- 1968
  -  Medalla d'or als Jocs Olímpics de Ciutat de Mèxic en contrarellotge per equips
  - Vencedor de 2 etapes a la Volta a Bèlgica amateur
- 1969
  - 1r al Tour del Nord
  - 1r al Nationale Sluitingsprijs
  - Vencedor de 2 etapes a la Volta a Luxemburg
- 1970
  - 1r als Sis dies d'Anvers (amb Klaus Bugdahl i Peter Post)
- 1971
  - Vencedor de 3 etapes de la Volta a Espanya
  - Vencedor d'una etapa de la Midi Libre
  - Vencedor d'una etapa del Tour de la Nouvelle France
  - 1r als Sis dies d'Anvers (amb Leo Duyndam i Peter Post)
- 1972
  - 1r al Grand Prix de Fourmies i vencedor d'una etapa
  - Vencedor d'una etapa de la Volta a Espanya
  - Vencedor d'una etapa del Tour del Nord
  - 1r als Sis dies d'Anvers (amb Leo Duyndam i Theofiel Verschueren)
  - 1r als Sis dies de Rotterdam (amb Leo Duyndam)
  - 1r als Sis dies de Berlín (amb Leo Duyndam)
- 1973
  - Campió d'Europa de Madison (amb Leo Duyndam)
  -  Campió dels Països Baixos de persecució
  -  Campió dels Països Baixos de 50 km en pista
  - 1r als Sis dies d'Anvers (amb Leo Duyndam i Gerard Koel)
  - 1r als Sis dies de Rotterdam (amb Leo Duyndam)
  - 1r als Sis dies de Múnic (amb Leo Duyndam)
  - Vencedor d'una etapa dels Quatre dies de Dunkerque
- 1974
  - Campió d'Europa de Madison (amb Patrick Sercu)
  - 1r als Sis dies de Dortmund (amb Patrick Sercu)
  - 1r als Sis dies de Londres (amb Patrick Sercu)
  - 1r als Sis dies de Rotterdam (amb Leo Duyndam)
  - 1r als Sis dies de Bremen (amb Leo Duyndam)
  - 1r als Sis dies de Berlín (amb Roy Schuiten)

| - 1975 - 1r als Sis dies de Bremen (amb Patrick Sercu) - 1r als Sis dies de Münster (amb Günter Haritz) - 1r als Sis dies de Frankfurt, amb Günter Haritz - 1r als Sis dies de Londres, amb Günter Haritz - 1r als Sis dies de Múnic, amb Günter Haritz - 1976 - Campió d'Europa de Madison (amb Günter Haritz) - 1r als Sis dies de Bremen (amb Günter Haritz) - 1r als Sis dies de Münster (amb Günter Haritz) - 1977 - 1r als Sis dies de Herning (amb Gert Frank) - 1r als Sis dies de Colònia (amb Günter Haritz) - 1r als Sis dies de Rotterdam (amb Danny Clark) - 1r als Sis dies de Grenoble (amb Francesco Moser) - 1r als Sis dies de Londres, amb Patrick Sercu - 1978 - Campió d'Europa de derny - 1r als Sis dies de Dortmund (amb Francesco Moser) - 1r als Sis dies de Milà (amb Francesco Moser) - 1r als Sis dies de Maastricht (amb Gerrie Knetemann) - 1r als Sis dies de Rotterdam (amb Danny Clark) - 1r als Sis dies de Zuric (amb René Savary) - 1979 - 1r als Sis dies de Bremen (amb Danny Clark) - 1r als Sis dies de Groningen (amb Wilfried Peffgen) - 1r als Sis dies de Copenhaguen (amb Gert Frank) - 1r als Sis dies d'Anvers (amb Michel Vaarten i Albert Fritz) - 1r als Sis dies de Grenoble (amb Francesco Moser) - 1r als Sis dies de Milà (amb Francesco Moser) - 1r als Sis dies de Herning (amb Gert Frank) - 1r als Sis dies de Frankfurt, amb Gregor Braun - 1980 - Campió d'Europa de Madison (amb Michel Vaarten) - 1r als Sis dies de Colònia (amb Danny Clark) - 1r als Sis dies de Maastricht (amb Gerrie Knetemann) - 1r als Sis dies de Rotterdam (amb Jan Raas) - 1r als Sis dies d'Anvers (amb Wilfried Peffgen i Roger De Vlaeminck) - 1r als Sis dies de Frankfurt, amb Gregor Braun | - 1981 - 1r als Sis dies de Bremen (amb Gregor Braun) - 1r als Sis dies de Maastricht (amb Ad Wijnands) - 1r als Sis dies de Münster (amb Gert Frank) - 1r als Sis dies d'Anvers (amb Alfons De Wolf) - 1982 - Campió d'Europa de Madison (amb Patrick Sercu) - 1r als Sis dies de Bremen (amb Albert Fritz) - 1r als Sis dies de Copenhaguen (amb Patrick Sercu) - 1r als Sis dies de Maastricht (amb Ad Wijnands) - 1r als Sis dies de Múnic (amb Patrick Sercu) - 1r als Sis dies de Rotterdam (amb Patrick Sercu) - 1r als Sis dies de Milà (amb Giuseppe Saronni) - 1983 - 1r als Sis dies de Bremen (amb Gregor Braun) - 1r als Sis dies de Gant (amb Etienne de Wilde) - 1r als Sis dies de Múnic (amb Urs Freuler) - 1r als Sis dies de Rotterdam (amb Patrick Sercu) - 1r als Sis dies d'Anvers (amb Constant Tourné) - 1r als Sis dies de Madrid (amb Enrique Martínez Heredia) - 1r als Sis dies de Milà (amb Francesco Moser) - 1984 - 1r als Sis dies de Dortmund (amb Francesco Moser) - 1r als Sis dies de Colònia (amb Josef Kristen) - 1r als Sis dies de Maastricht (amb Danny Clark) - 1r als Sis dies de Milà (amb Francesco Moser) - 1r als Sis dies de Rotterdam (amb Urs Freuler) - 1r als Sis dies de París (amb Francesco Moser) - 1985 - Campió d'Europa de Madison (amb Gert Frank) - 1r als Sis dies de Múnic (amb Urs Freuler) - 1r als Sis dies de Rotterdam (amb Danny Clark) - 1r als Sis dies de Zuric (amb Gert Frank) - 1986 - 1r als Sis dies de Maastricht (amb Dietrich Thurau) - 1r als Sis dies de Stuttgart (amb Gert Frank) - 1987 - 1r als Sis dies de Colònia (amb Dietrich Thurau) |

### Resultats a la Volta a Espanya
- 1970. 20è de la classificació general.  Porta el mallot groc durant 8 etapes
- 1971. 28è de la classificació general. Vencedor de 3 etapes.  Porta el mallot groc durant 8 etapes
- 1972. Fora de control (5a etapa). Vencedor d'una etapa.  Porta el mallot groc durant una etapa

### Resultats al Tour de França
- 1969. Abandona (6a etapa)
- 1970. Abandona (8a etapa)